# 魏海蓮
魏海蓮（1925年—2003年），烏克蘭裔加拿大籍護士，長年在臺灣花蓮縣服務，為第四屆醫療奉獻獎得主。

## 生平
獲第四屆醫療奉獻獎的魏海蓮（Helen Willms）是1925年生，生於蘇聯烏克蘭。
父母為基督教門諾會教徒，一家為躲避共產政權逃往加拿大。魏海蓮自加拿大加爾特市的護理學校畢業後，即獻身教會醫療服務。1957年與男友分手，來臺灣任花蓮門諾醫院護理主任，與院長薄柔纜共同投入花蓮山地醫療和社區保健工作。當時交從花蓮市中心到花蓮縣南端的玉里鎮往返需要數小時車程，然後深入遍佈山陬水涯、疫病橫行的原住民部落，更要沿途跋涉，往往一趟行醫路就是十幾個小時。
魏海蓮個性節儉，且儘量廢物利用，如將破絲襪編成踏腳墊給醫院使用，將碎布改縫成棉被，讓醫院不得溫飽的孩童覆蓋，或者是收集泡棉作成靠墊，送給臥床病人，減少褥瘡發生。1973年，她在花蓮率先開辦居家照顧服務，幫助出院後半身癱瘓、需置放導尿管或胃管的病人居家護理。她還認為酗酒是造成原住民極高意外傷害比率和家庭困境的主因，遂利用每個星期天和休假日，上山和牧師、村里幹事，共同推動戒酒運動。馬遠村民利用省下的買酒錢，蓋了一座教會。1981年，她成立臺灣第一個戒酒組織戒酒無名會。同桌有人飲酒，也總少不了挨魏護士一頓勸告。她也會規勸抽菸，在到火車上有人吸菸，一定找出吸菸者，百般規勸吸菸有害健康，講到對方停止抽菸才罷休。
1982年3月26日，魏海蓮欲退休回國，五十多位民眾趕到花蓮機場歡送她。然而後來她後來又繼續待在花蓮，直到1994年初才退休返回加拿大，並與一位教友結婚，當時同事爭著幫她出旅費和生活費，她卻把錢全數捐給了孤兒院。該年，門諾醫院發行建院四十年來第一套紀念明信片作義賣，其中一張是魏海蓮細心為孩童餵食的情景。
幾個同事收到魏海蓮回國時所轉送的家用品，才發現魏護士平日使用的是在外人眼裡早該丟棄的破舊物品，如梳齒早已斷落大半的髮梳、老舊得幾乎吹不動的電扇、美援麵粉袋改製而成的床單。門諾醫院醫療事務組的鄭小姐說，當年就是因魏海蓮幫忙，她才能就讀護校。但到魏護士回加拿大後才由他人道出，才知道她原來是當年幫助自己的大恩人。更多一樣受魏護士照顧者，仍不知受恩於何人，因魏護士總是說：「左手做的事，不需讓右手知道。」
返國不久，魏海蓮就被診斷出皮膚癌，之後丈夫罹患肝癌。1987年3月31日，吳尊賢文教公益基金會公布她、王守信、姚卓英、廖秀年、羅美枝、陳其祥、林伯燦、林柯秀英為第三屆吳尊賢愛心獎得獎人。
晚年，已是七旬老人、身體又不佳的魏海蓮需終日守候在丈夫病榻旁。2002年8月，她因累倒送醫後赫然發現，皮膚癌已轉移腦部，此時她丈夫又病逝，雙重打擊也使她一病不起。同年10月，接受腦瘤手術，術後一直神智不清，偶爾醒來，竟是滿口中文。年底台灣友人前去探望，本來已不太認人的她，竟能叫得出人名來，可以清楚回憶當年在臺灣的事。

## 身後
2003年3月27日，花蓮門諾醫院院慶時，第六屆醫療奉獻獎得主艾可諾返回臺灣，為紀念去世的魏海蓮的海蓮池揭幕。2005年初，林道生到門諾看病，看見門諾醫院發展部編輯汪國平為魏海蓮寫的紀念詩深受感動，決定為她譜曲，於同年3月25日在門諾醫院首演。